# Tyree Cooper
Tyree Cooper is een Amerikaanse dj en producer van housemuziek. Hij wordt gezien als een van de grondleggers van de hiphouse. Hij is het meest bekend van de single Turn up the bass uit 1988. Veel later is hij onderdeel van het Berlijnse houseduo Jack The Box. 

## Biografie
Tyree werd geboren in Chicago en groeide daar op. Halverwege de jaren tachtig werd hij door een vriend meegenomen naar een clubavond met Farley Jackmaster Funk. Daar maakte hij kennis met housemuziek, waar hij van onder de indruk raakte. Hij begon zelf housemuziek te maken. In 1986 verscheen zijn eerste single. Op I Fear The Night maakte hij gebruik van een sample van Chic. Daarna werd hij gevraagd door Fast Eddie om samen te werken. Samen maakten ze The Whop (1987). Vervolgens maakte hij in 1988 samen met rapper Kool Rock Steady het nummer Turn up the bass, waarmee hij doorbrak bij een groter publiek. Het werd gevolgd door het album Tyree's Got A Brand New House (1988). Hiermee werd hij een van de drijvende krachten achter het hiphousegeluid, een fusiongenre tussen house en hiphop.
Hierna maakte Tyree nog de albums Nation Of Hip House (1989) en The Time Iz Now! (1991). Daarna zakte de populariteit van hiphouse weg en raakte ook Tyree uit het zicht van het grote publiek. Wel bleef hij houseplaten maken voor diverse platenlabels. Ook richtte hij het label Supa Dupa Records op en toert hij nog regelmatig als dj. Hij verhuisde naar Europa om zich te vestigen in Berlijn. Daar begon hij samen te werken met producer Bobby Starrr. Samen richtten ze het project Jack The Box op. Daarvan verscheen in 2013 het album Side A. 

## Trivia
- In 1988 maakte Tyree het nummer Video Crash, dat een rip-off is van Video Clash, een onuitgebracht nummer van Marshall Jefferson en Lil Louis, met als reden dat hij een betere versie wilde maken. Het zorgde voor een golf aan rip-offs van hetzelfde nummer.
- Tyree Cooper wordt genoemd in het nummer Posse van de Duitse band Scooter, dat frasen uit Turn up the bass gebruikt.
- Het nummer Turn Up The Bass werd de naamgever voor de compilatiereeks Turn Up The Bass van Arcade Records. Het nummer was de tweede track van de eerste aflevering van de reeks.
- Rapper Kool Rock Steady was een neef van rapper Afrika Bambaataa en bracht na Turn Up The Bass nog een grote hoeveelheid singles uit. Hij overleed in 1996 aan aids en werd 28 jaar. Na zijn dood werden zijn singles op het album In Loving Memory verzameld.

- Bibliothèque nationale de France: cb13996009j (data)
- Gemeinsame Normdatei: 134645995
- International Standard Name Identifier: 0000 0001 0095 5526
- Library of Congress Control Number: no2009013101
- MusicBrainz: 29319c79-ab24-4133-9fe5-bbabac331a42
- Virtual International Authority File: 7584024
- WorldCat: E39PBJgRVCXRQb8thgC7MPcpT3